# Xây dựng đế chế
Xây dựng đế chế là hành động cố gắng thực tế để có được quyền lực và quyền lực cao nhất trong một tổ chức cho các mục đích tự thỏa thuận, đặc biệt là có thêm nhân viên hoặc cấp dưới.
Trong khoa học chính trị, xây dựng đế chế đề cập đến xu hướng của các quốc gia muốn có được tài nguyên, đất đai và ảnh hưởng kinh tế bên ngoài biên giới của họ để mở rộng quy mô, quyền lực và sự giàu có. Việc mở rộng này khiến nhiều quốc gia và dân tộc họ mất đi tài nguyên vào tay kẻ chinh phục muốn làm giàu.
Trong kinh doanh, xây dựng đế chế được thể hiện khi các cá nhân hoặc nhóm nhỏ cố gắng giành quyền kiểm soát các dự án và sáng kiến quan trọng để tối đa hóa an ninh công việc và khả năng quảng bá. Lãnh đạo dự án tích trữ khả năng tiềm tàng và uy tín mà dự án có thể tạo ra. Bởi vì cách tiếp cận này ngăn cản những người khác trong tổ chức đóng góp một cách có ý nghĩa và các dự án thay thế hoặc cạnh tranh để giải quyết các mục tiêu của dự án bị phá hủy bất kể giá trị của họ. Công ty phải chịu đựng toàn bộ điều này, các dự án thất bại và các mục tiêu của dự án đã đạt được một phần, không đầy đủ, hoặc không đạt được tất cả. Loại hành vi này được cho là bị quản lý cấp trên ngăn chặn nhưng vẫn rất phổ biến.
Trong một tổ chức, việc xây dựng đế chế cũng được thể hiện khi một cá nhân hoặc một nhóm nhỏ háo hức và chủ động đề xuất, theo đuổi các vai trò, hoạt động hay dự án có giá trị đáng ngờ để cố gắng nâng cao tính hợp pháp và giá trị trong tương lai. Theo đuổi các hoạt động này ban đầu được thực hiện với chi phí cận biên, nhưng sau đó các hoạt động diễn ra cho thấy sự phân bổ nguồn lực gia tăng, là một phần của hiện trạng tổ chức, và do đó chỉ huy nguồn lực và ảnh hưởng chung của cá nhân hoặc nhóm tăng lên.